# Una vita nella musica
Una vita nella musica (Ein Leben in der Musik) ist ein italienischer Musikpreis, der 1979 von dem Journalisten und Musikkritiker Bruno Tosi (1937–2012) und dem Violinisten Uto Ughi in Venedig ins Leben gerufen wurde. Er dient dazu, die großen Persönlichkeiten aus dem Bereich der internationalen Klassik-Szene zu ehren. Zu den Preisträgern zählten bisher Arthur Rubinstein, Karl Böhm, Leonard Bernstein und Daniel Barenboim. 2016 wurde der Preis an den damaligen Chefdirigenten der Hamburger Symphoniker Jeffrey Tate vergeben. Der Preis wird von der Fondazione Teatro La Fenice organisiert und von einem wissenschaftlichen Komitee begleitet. Der Preis wird normalerweise im April eines Jahres im Teatro La Fenice in Venedig verliehen.

## Preisträger
- 2015 Juri Chatujewitsch Temirkanow
- 2016 Jeffrey Tate
- 2017 John Eliot Gardiner
- 2018 Mariella Devia
- 2019 Riccardo Chailly